# Tissus dans l'Égypte antique
C’est d’Égypte que proviennent la majorité des tissus de l'Antiquité tardive et du début de l'époque chrétienne ; enfouis sous le sable du désert, à l'abri de la lumière, de nombreux tissus ont ainsi pu conserver toute la fraîcheur de leur coloris.
Les textiles coptes constituent des témoignages précieux de la vie des anciens habitants d'Égypte. Qu'ils soient d’usage vestimentaire, mobilier ou funéraire, ils sont des vestiges matériels d’une tradition de tissage qui remonte à l'époque pharaonique.
La plus grande partie provient de tombes ; les nécropoles d'Antinoupolis, de Panopolis, d'Oxyrhynque, de l’oasis du Fayoum, ont fourni les ensembles les mieux conservés.

Toile peinte du site de Gebelein : cortège de bateaux, groupe de personnages dansants ou en deuil et chasse à l'hippopotame Toiles peintes. Nagada II (3650 –3300 AEC). Musée égyptologique de Turin
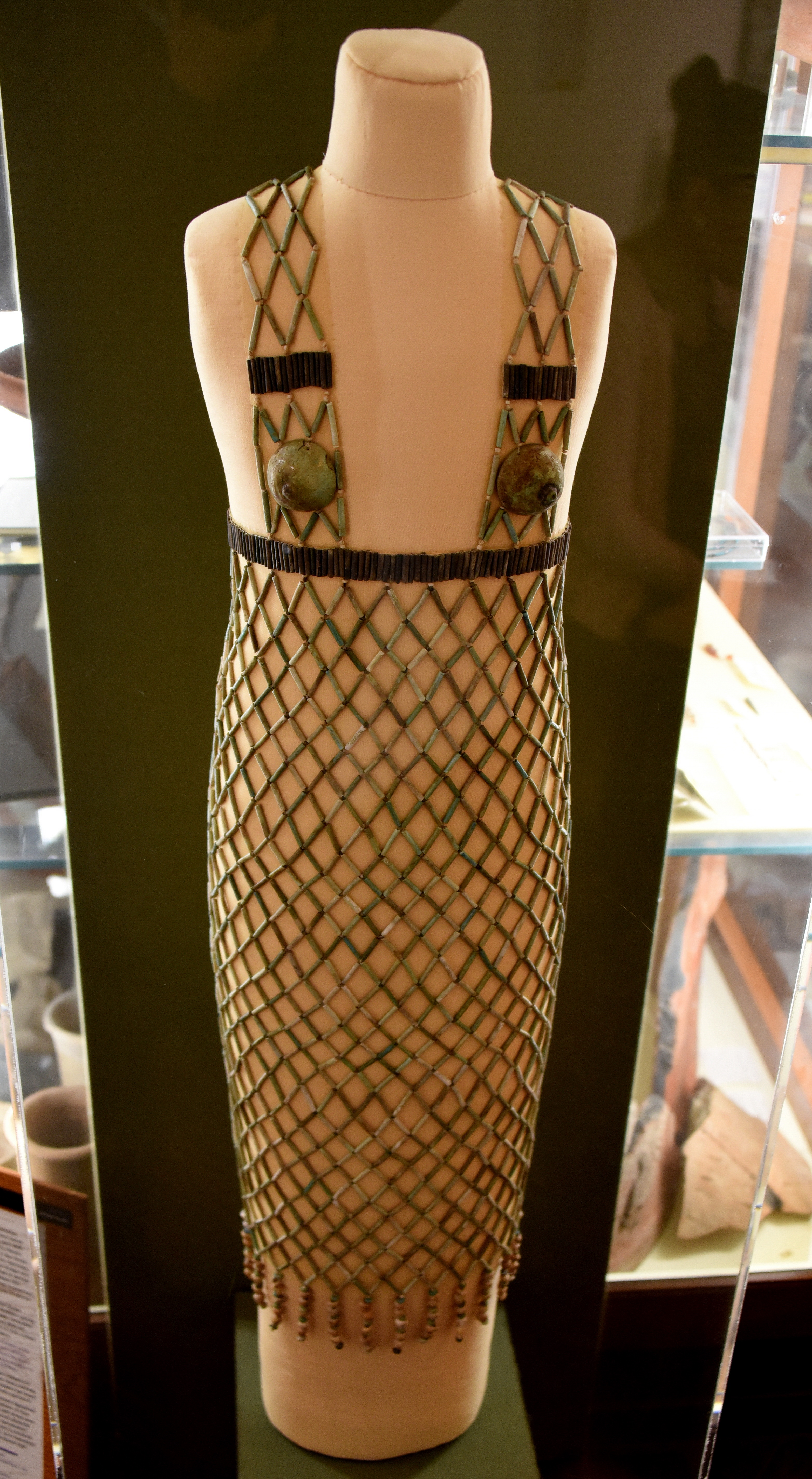
Robe en filet. Faïence, perles cylindriques bleues et noires, 2 bonnets de poitrine et 2 rangs de perles Mitra. Ve dynastie. Petrie Museum
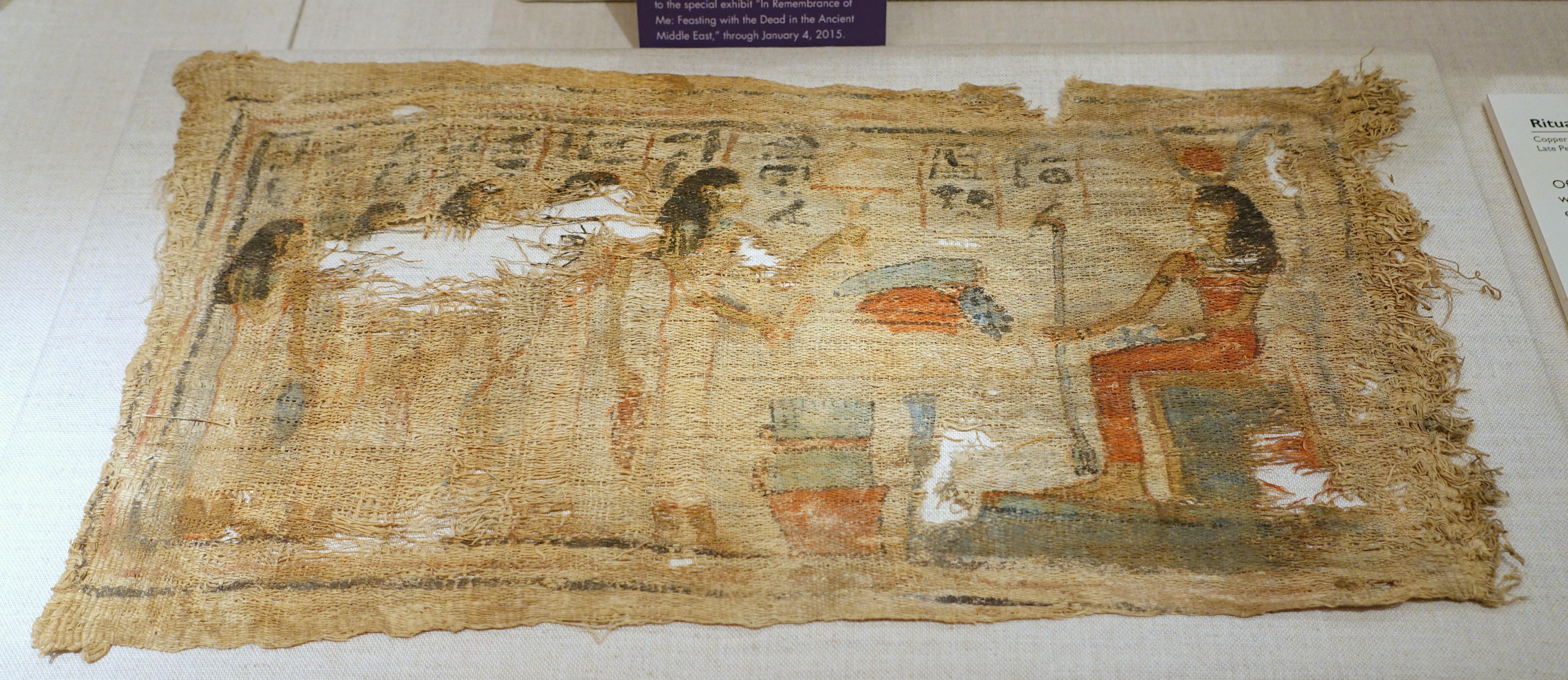
Bannière d'Hathor avec une femme et quatre filles. XVIIIe dynastie, 1550-1212 AEC. lin et pigments. Université de Chicago
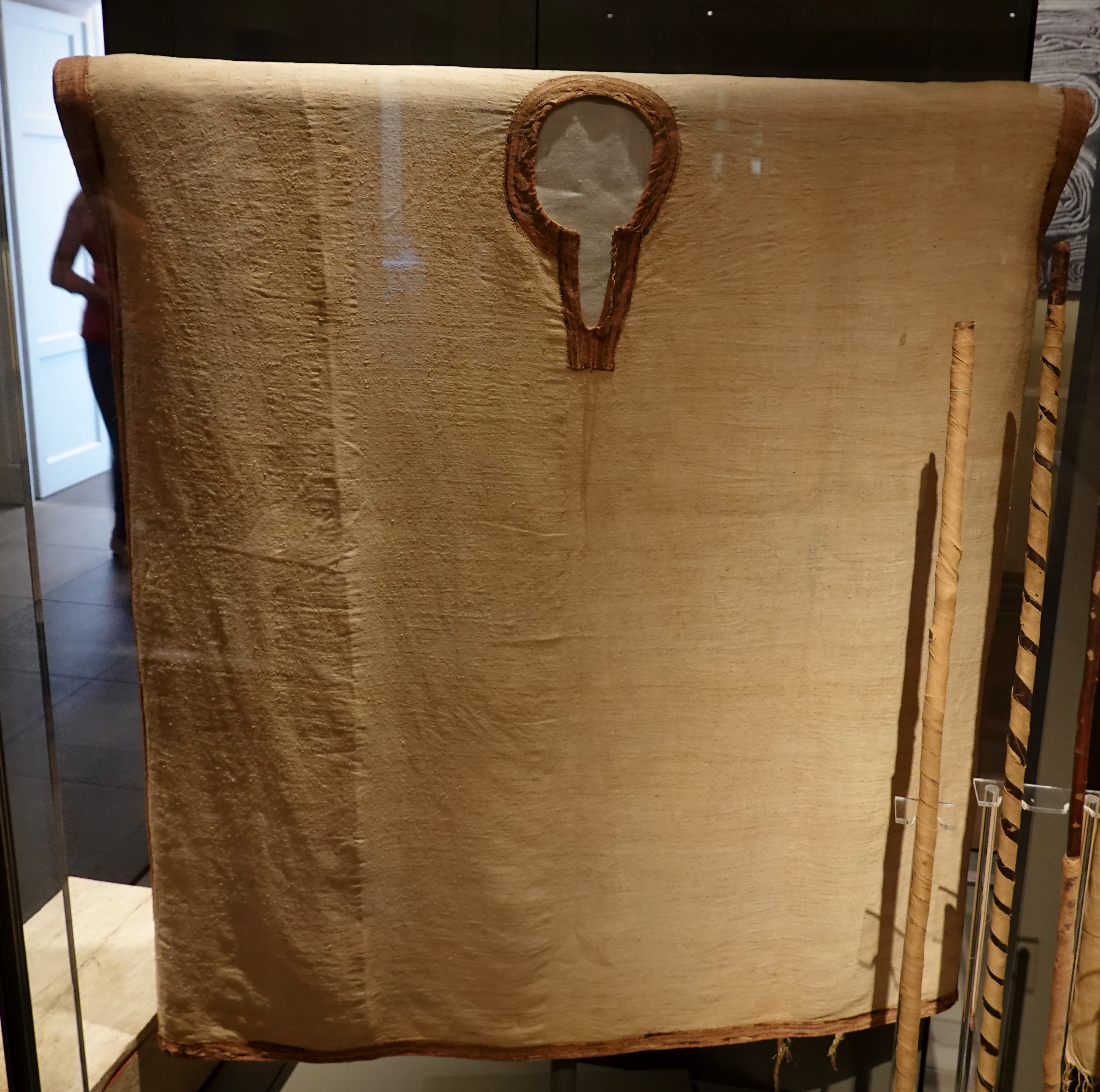
Tunique de l'architecte Kha provenant de sa tombe à Deir el-Médineh. XVIIIe dynastie, v. 1400 AEC. Musée égyptologique de Turin
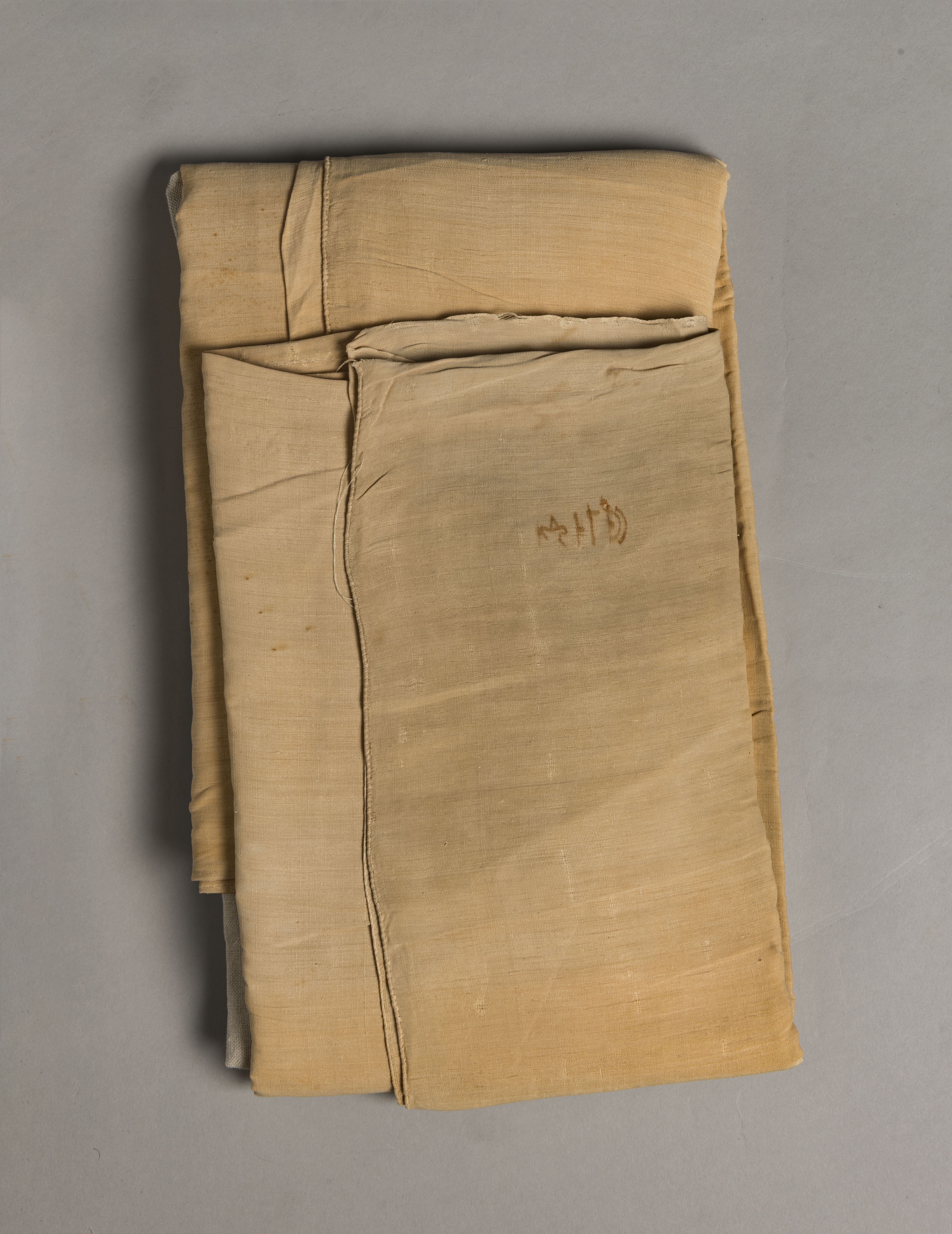
Tunique légère en lin. 114 x 104 cm. Entre 1425 et 1353 AEC. Musée égyptologique de Turin
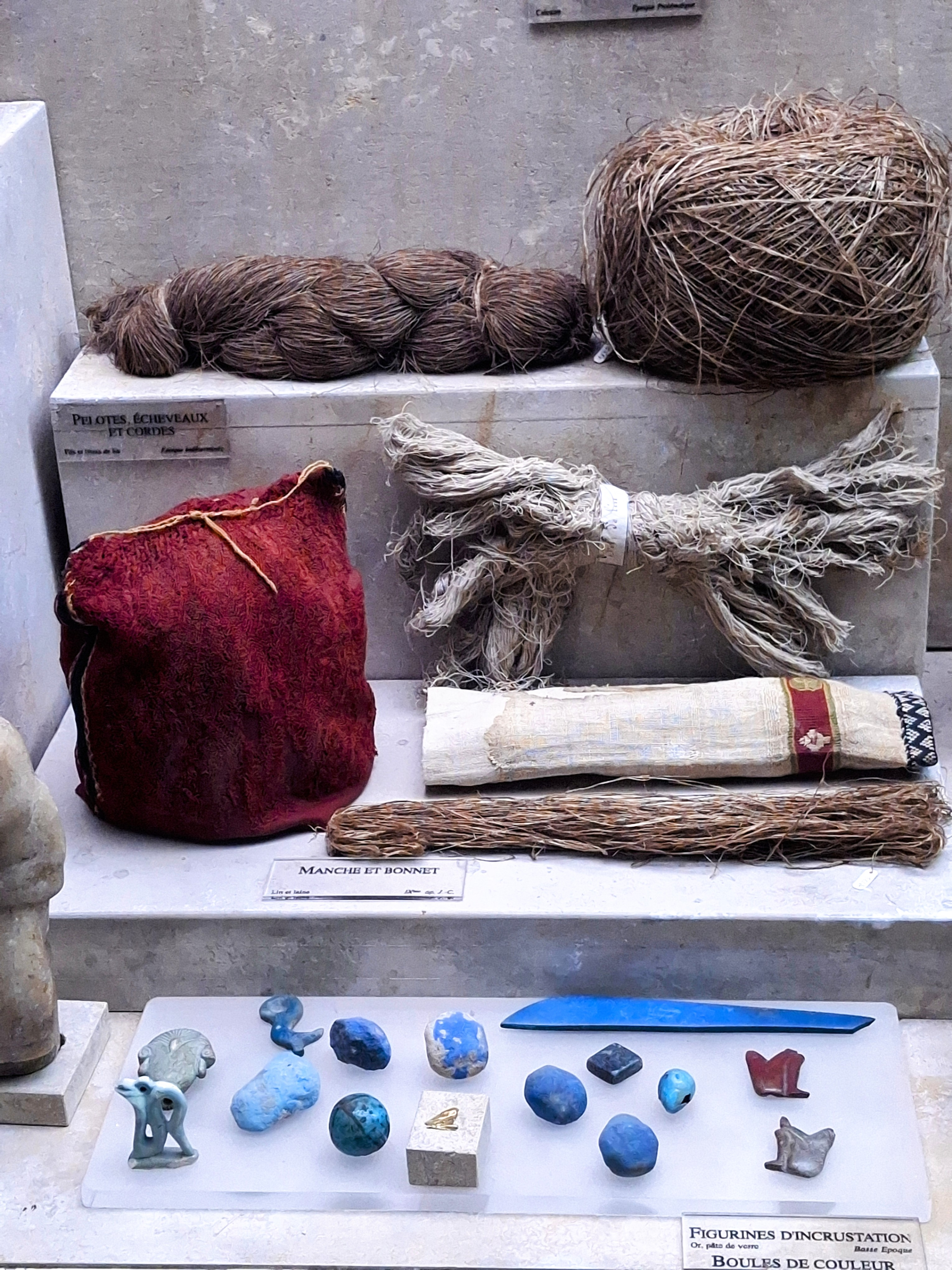
Pelote, écheveau et cordes, lin. Manche et bonnet : lin et laine, tissé, brodé. Figurines d’incrustation. Boules de couleur. Égypte antique. Basse époque. MAM Marseille
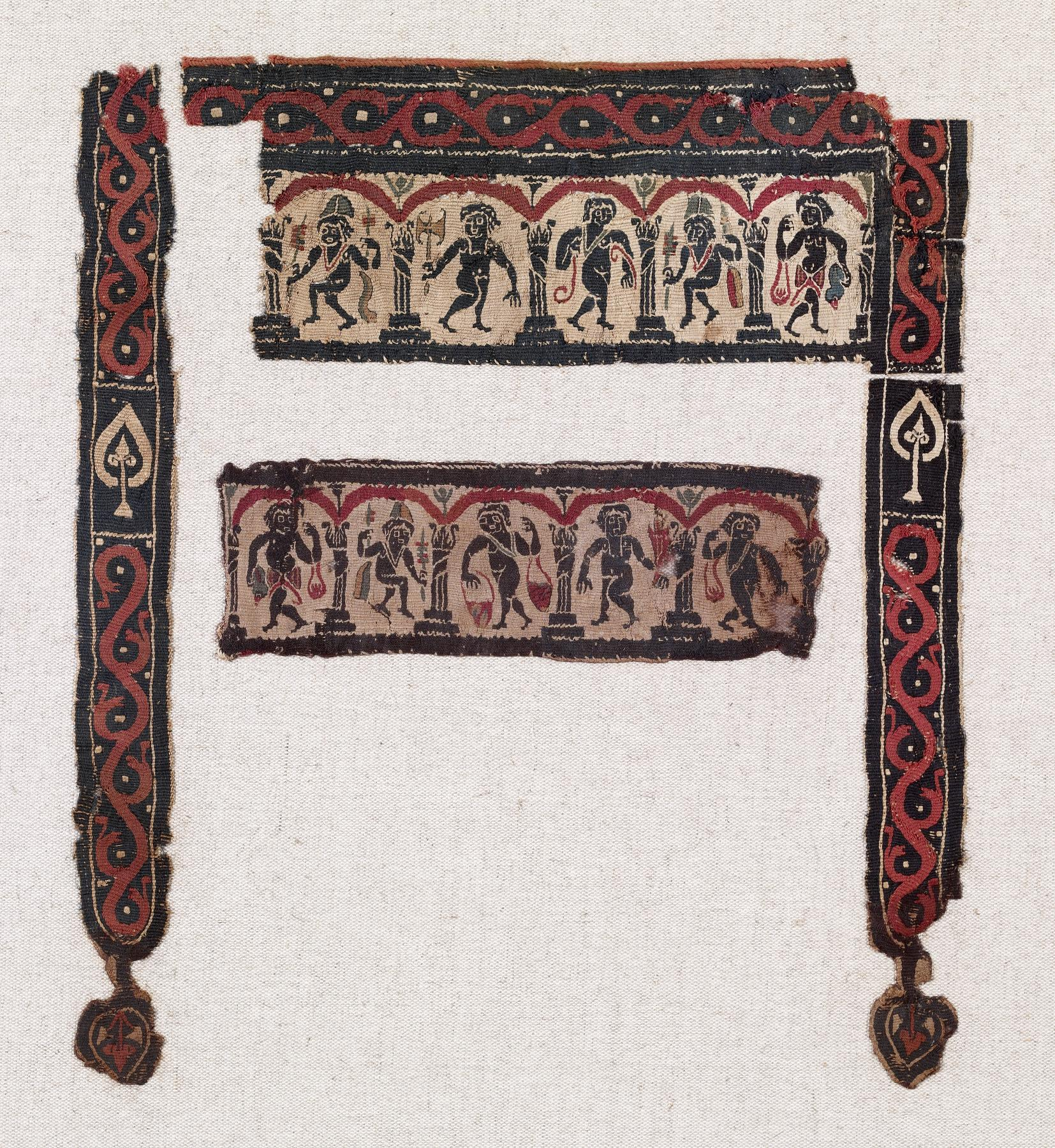
Décoration de vêtement ("Segmentum") avec des personnages sous une arcade. Ve siècle. Broderie de laine sur lin. Walters Art Museum[note 1]